# Alconeura macra
Alconeura macra är en insektsart som beskrevs av Griffith 1938. Alconeura macra ingår i släktet Alconeura och familjen dvärgstritar. Inga underarter finns listade i Catalogue of Life.